# Peter M. Christian
Peter Martin Christian (nacido el 16 de octubre de 1947) fue presidente de los Estados federados de Micronesia de 2015 a 2019. Fue elegido como senador en 2007 representando Pohnpei en general y reelegido en 2011. Ejerció como el presidente del Comité de Transporte y Comunicaciones durante su periodo en el congreso en el 2007.
El Tribunal supremo de justicia asociado a Beauleen y Carl-Worswick administró el juramento del cargo Peter M. Christian y el vicepresidente, y todos los miembros del 19.º congreso de FSM.